# Talmage (Kansas)
Talmage es un lugar designado por el censo ubicado en el condado de Dickinson  en el estado estadounidense de Kansas. En el año 2010 tenía una población de 99 habitantes.

## Geografía
Talmage se encuentra ubicado en las coordenadas 39°1′36.81″N 97°15′34.97″O / 39.0268917, -97.2597139 (39.0268911 	-97.2597129).